# خوان ساباته
خوان ساباته (انگلیسی: Joan Sabaté؛ زادهٔ ۲۶ مارس ۱۹۹۳) بازیکن فوتبال اهل اسپانیا است.
از باشگاه‌هایی که در آن بازی کرده‌است می‌توان به باشگاه خیمناستیک تاراگونا اشاره کرد.